# Premi e riconoscimenti di Chappell Roan
Questa è una lista dei premi e dei riconoscimenti ricevuti da Chappell Roan.

## Premi e candidature
- American Music Awards
  - 2025 – Candidatura come artista dell'anno[1]
  - 2025 – Candidatura come nuova artista dell'anno[1]
  - 2025 – Candidatura come miglior artista pop femminile[1]
  - 2025 – Candidatura come album dell'anno per The Rise and Fall of a Midwest Princess[1]
  - 2025 – Candidatura come miglior album pop per The Rise and Fall of a Midwest Princess[1]
  - 2025 – Candidatura come miglior canzone pop per Good Luck, Babe![1]
  - 2025 – Candidatura come canzone social dell'anno per Hot to Go![1]
- ARIA Music Awards
  - 2024 – Candidatura come Most Popular International Artist[2]
- ASCAP Pop Awards
  - 2025 – Winning Songwriters and Publishers per Good Luck, Babe! e Hot to Go!
- BBC Sound of...
  - 2025 – BBC Sound of 2025[3]
- Billboard Music Awards
  - 2024 – Top New Artist[4]
  - 2024 – Candidatura come Top Female Artist[4]
- BMI Pop Awards
  - 2025 – Most Performed Song per Red Wine Supernova
- BreakTudo Awards
  - 2024 – Candidatura come International New Artist of the Year[5]
- BRIT Awards
  - 2025 – Canzone internazionale dell'anno Good Luck, Babe![6]
  - 2025 – Artista internazionale dell'anno[6]
- Danish Music Awards
  - 2024 – Candidatura come International Hit of the Year per Good Luck, Babe![7]
  - 2024 – Candidatura come International Album of the Year per The Rise and Fall of a Midwest Princess[7]
- Grammy Awards
  - 2025 – Miglior artista esordiente[8]
  - 2025 – Candidatura come album dell'anno per The Rise and Fall of a Midwest Princess[8]
  - 2025 – Candidatura come registrazione dell'anno per Good Luck, Babe![8]
  - 2025 – Candidatura come canzone dell'anno per Good Luck, Babe![8]
  - 2025 – Candidatura come miglior interpretazione pop solista per Good Luck, Babe![8]
  - 2025 – Candidatura come miglior album pop vocale per The Rise and Fall of a Midwest Princess[8]
- iHeartRadio Music Awards
  - 2025 – Candidatura come Pop Artist of the Year[9]
  - 2025 – Candidatura come Best New Pop Artist[9]
  - 2025 – Candidatura come Favorite Surprise Guest (con Olivia Rodrigo)[9]
  - 2025 – Candidatura come Favorite Tour Tradition per Hot to Go![9]
  - 2025 – Candidatura come Best Lyrics per Good Luck, Babe![9]
  - 2025 – Candidatura come Favorite Tour Style per il The Midwest Princess Tour[9]
- IRMA Chart Number 1 Awards
  - 2024 – #1 Album per The Rise and Fall of a Midwest Princess
  - 2024 – #1 Single per Good Luck, Babe!
- MTV Europe Music Awards
  - 2024 – Candidatura come miglior artista rivelazione[10]
  - 2024 – Candidatura come miglior artista MTV Push[10]
  - 2024 – Candidatura come Biggest Fans[10]
  - 2024 – Candidatura come miglior canzone per Good Luck, Babe![10]
- MTV Video Music Awards
  - 2024 – Miglior artista esordiente[11]
  - 2024 – Candidatura come canzone dell'estate per Good Luck, Babe![11]
  - 2024 – Candidatura come esibizione push dell'anno per Red Wine Supernova[11]
  - 2024 – Candidatura come miglior video di tendenza per Hot to Go![11]
- NRJ Music Awards
  - 2024 – Candidatura come International Breakthrough of the Year[12]
- Official Charts Company Specialist Awards (OCC UK)[13]
  - 2024 – #1 Official Physical Singles Chart per Good Luck, Babe!
  - 2024 – #1 Official Vinyl Singles Chart per Good Luck, Babe!
  - 2024 – #1 Official Albums Chart per The Rise and Fall of a Midwest Princess
  - 2024 – #1 Official Albums Chart Update per The Rise and Fall of a Midwest Princess
  - 2024 – #1 Official Scottish Albums Chart per The Rise and Fall of a Midwest Princess
  - 2024 – #1 Official Albums Sales Chart per The Rise and Fall of a Midwest Princess
  - 2024 – #1 Official Physical Albums Chart per The Rise and Fall of a Midwest Princess
  - 2024 – #1 Official Vinyl Albums Chart per The Rise and Fall of a Midwest Princess
  - 2024 – #1 Official Record Store Chart per The Rise and Fall of a Midwest Princess
  - 2025 – #1 Official Physical Singles Chart per Pink Pony Club
  - 2025 – #1 Official Singles Chart per Pink Pony Club
  - 2025 – #1 Official Singles Chart Update per Pink Pony Club
  - 2025 – #1 Official Vinyl Singles Chart per Pink Pony Club
  - 2025 – #1 Official Singles Chart Update per The Giver
- Pollstar Awards
  - 2025 – Candidatura come Support/Special Guest of the Year[14] (in attesa)
  - 2025 – Candidatura come New Headliner of the Year[14] (in attesa)
- Spotify Billion Streams Plaque
  - 2024 – Good Luck, Babe![15]
- Triple J Hottest 100
  - 2024 – Song of the Year per Good Luck, Babe![16]
- Vevo DSCVR
  - 2024 – Artist of the Year[17]